# Neivamyrmex fuscipennis
Neivamyrmex fuscipennis es una especie de hormiga guerrera del género Neivamyrmex, subfamilia Dorylinae. Esta especie fue descrita científicamente por Smith en 1942.